# METRNL
METRNL (англ. Meteorin like, glial cell differentiation regulator) – білок, який кодується однойменним геном, розташованим у людей на 17-й хромосомі. Довжина поліпептидного ланцюга білка становить 311 амінокислот, а молекулярна маса — 34 398.
| 10         |  | 20         |  | 30         |  | 40         |  | 50         |
| ---------- |  | ---------- |  | ---------- |  | ---------- |  | ---------- |
| MRGAARAAWG |  | RAGQPWPRPP |  | APGPPPPPLP |  | LLLLLLAGLL |  | GGAGAQYSSD |
| RCSWKGSGLT |  | HEAHRKEVEQ |  | VYLRCAAGAV |  | EWMYPTGALI |  | VNLRPNTFSP |
| ARHLTVCIRS |  | FTDSSGANIY |  | LEKTGELRLL |  | VPDGDGRPGR |  | VQCFGLEQGG |
| LFVEATPQQD |  | IGRRTTGFQY |  | ELVRRHRASD |  | LHELSAPCRP |  | CSDTEVLLAV |
| CTSDFAVRGS |  | IQQVTHEPER |  | QDSAIHLRVS |  | RLYRQKSRVF |  | EPVPEGDGHW |
| QGRVRTLLEC |  | GVRPGHGDFL |  | FTGHMHFGEA |  | RLGCAPRFKD |  | FQRMYRDAQE |
| RGLNPCEVGT |  | D          |  |            |  |            |  |            |

A: Аланін

C: Цистеїн

D: Аспарагінова кислота

E: Глутамінова кислота

F: Фенілаланін

G: Гліцин

H: Гістидин

I: Ізолейцин

K: Лізин

L: Лейцин

M: Метіонін

N: Аспарагін

P: Пролін

Q: Глутамін

R: Аргінін

S: Серин

T: Треонін

V: Валін

W: Триптофан

Кодований геном білок за функцією належить до гормонів. 
Задіяний у такому біологічному процесі, як альтернативний сплайсинг. 
Секретований назовні.